# 志賀本通車站
志賀本通車站（日语：／ Shigahondōri eki */?）是位於愛知縣名古屋市北區志賀本通，屬於名古屋市營地下鐵名城線的車站。車站編號為M10。

## 車站結構

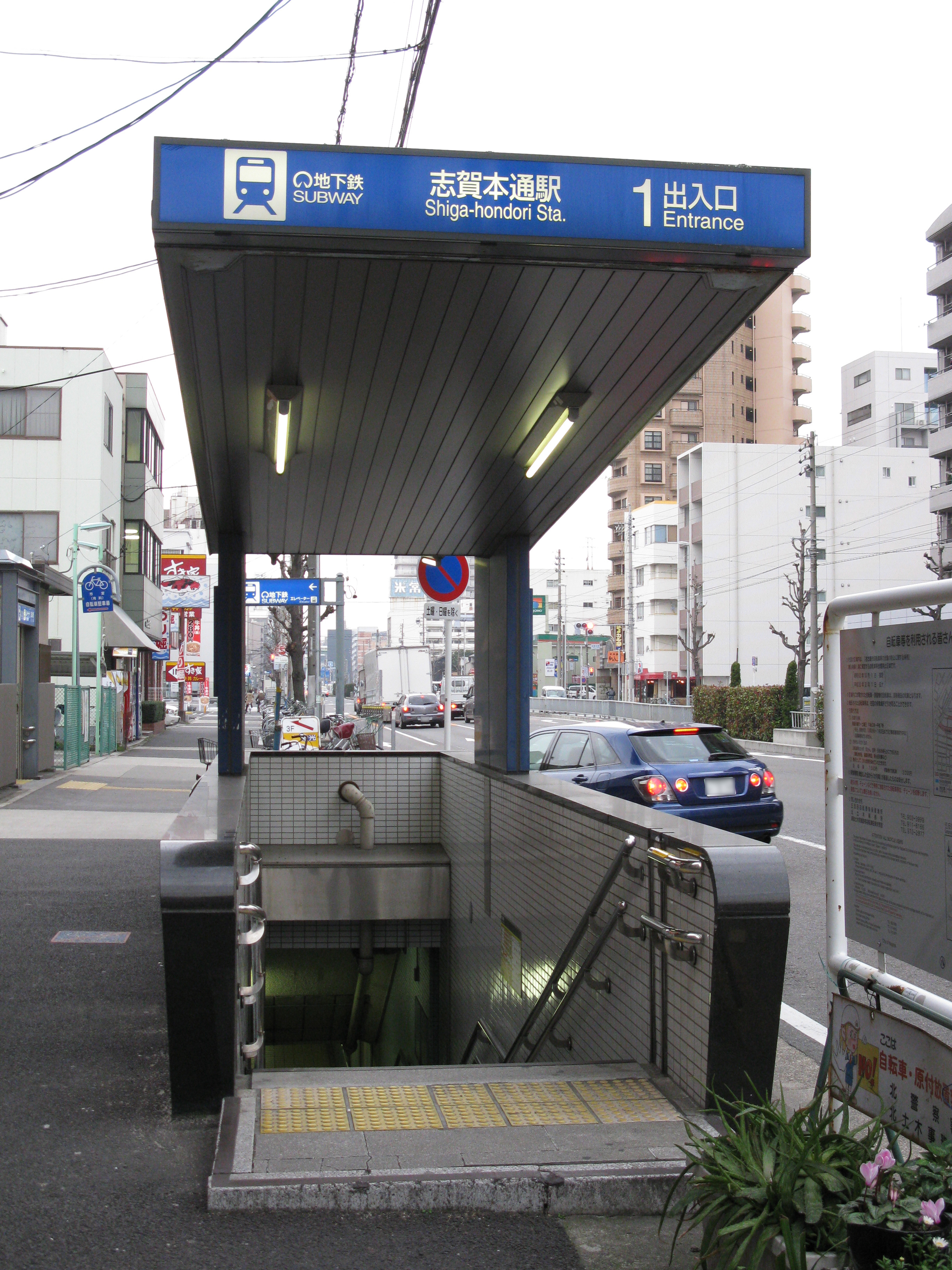
1號出入口（2010年3月）
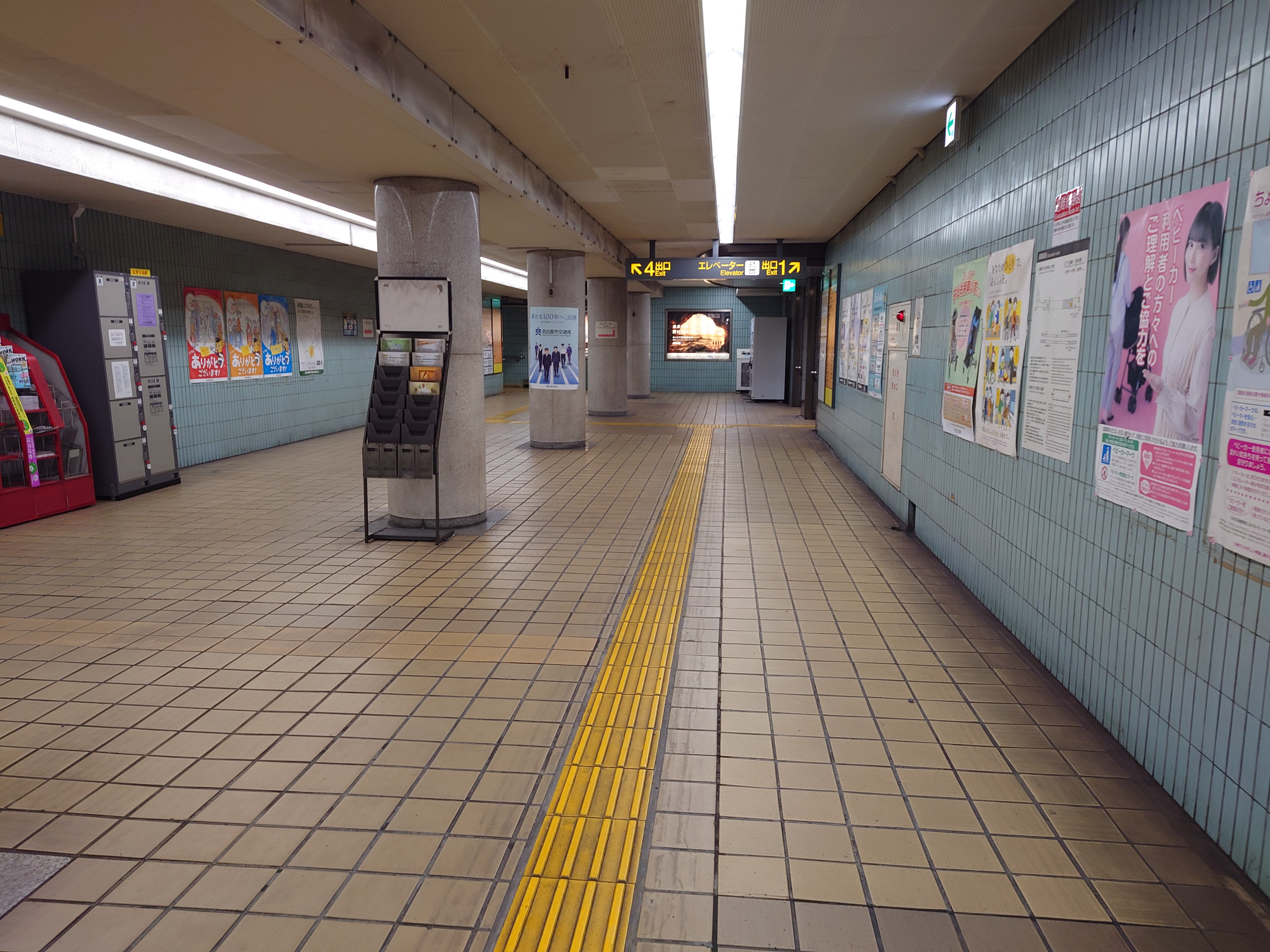
地下通道（2023年3月）
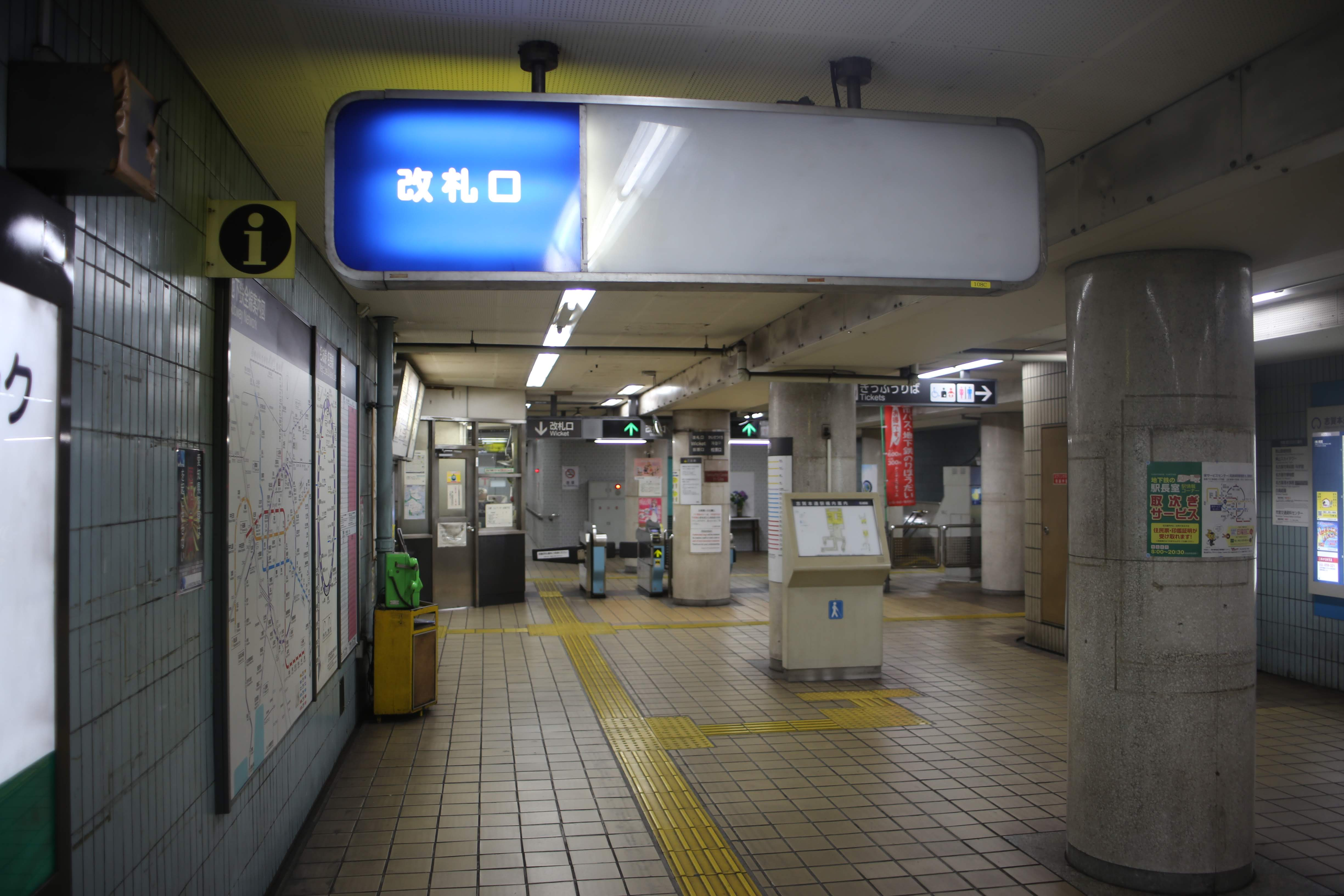
驗票閘口（2019年6月）
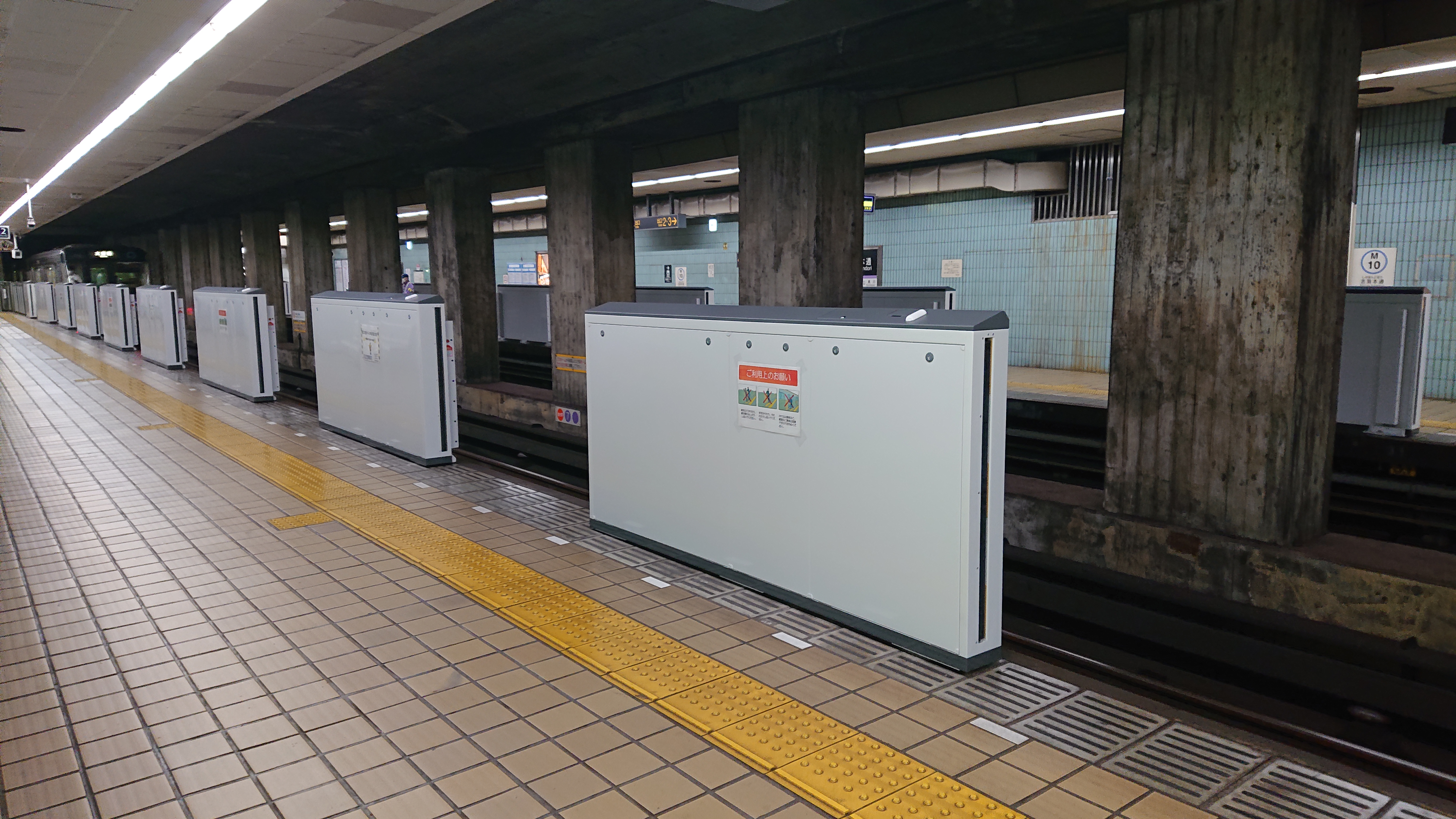
月台（2020年9月）

本站為2面2線側式月台的地下車站。

### 月台配置
| 月台 | 路線           | 方向 | 目的地                 |
| ---- | -------------- | ---- | ---------------------- |
| 1    | 名城線、名港線 | 左環 | 榮、金山、名古屋港方向 |
| 2    | 名城線         | 右環 | 大曾根、本山方向       |

## 相鄰車站
名古屋市營地下鐵
 名城線
黑川（M09）－志賀本通（M10）－平安通（M11）

## 外部連結
- 志賀本通 - 名古屋市交通局